# Arfa
Arfa (tiếng Ả Rập: عرفه) là một ngôi làng Syria nằm ở Al-Hamraa Nahiyah ở huyện Hama, Hama. Theo Cục Thống kê Trung ương Syria (CBS), Arfa có dân số là 590 trong cuộc điều tra dân số năm 2004.